# Barnahátú zsemlegomba
A barnahátú zsemlegomba (Scutiger pes-caprae) a zsemlegombafélék családjába tartozó, világszerte elterjedt, hegyi erdőkben élő, ehető gombafaj.

## Megjelenése
A barnahátú zsemlegomba kalapjának átmérője 6–12 cm, kezdetben domború, majd ellaposodó és tölcséresedő. Alakja szabálytalan, féloldalas, pata vagy kagyló alakú. Felülete fiatalon nemezes, majd finoman pikkelyes, felrepedező. Színe olívabarna, vörösesbarna vagy feketésbarna. Húsa vastag, törékeny, fiatalon puha, később szívós, színe fehéres. Szaga kellemes, íze mogyoróra emlékeztet.
Termőrétege lyukacsos szerkezetű, a tönkre lefutó. Pórusai tágak, szabálytalanul szögletesek vagy kerekek. Színük sárgás vagy krémszínű. Spórapora fehér, spórái elliptikusak, sima felszínűek, méretük 8,5-12 x 7-8 µm.
Tönkje 5–8 cm magas és 1,5–3 cm vastag. Alakja töve felé vastagodó, bunkószerű; gyakran oldalt álló. Felülete finoman pikkelyes, színe sárgás, narancsbarnás.

### Hasonló fajok
A fakó zsemlegombával (Albatrellus ovinus) téveszthető össze, amelynek termőteste kezdetben fehéres, majd idővel megsárgul.

## Elterjedése és termőhelye
Európában, Kelet-Ázsiában, Észak-Amerikában és Ausztráliában honos. Európában a Földközi-tengertől észak felé Hollandiáig, Dániáig elterjedt. Sík vidékeken ritka, dombvidékeken és középhegységekben szórványos, az Alpokban és a Pireneusokban helyenként gyakori. Az európai atlantikus vidékekről (Nyugat-Franciaország, Brit-szigetek), valamint az Észak- és Kelet-Európából hiányzik. Az utóbbi időben visszahúzódóban van. Magyarországon ritka, az Északi-középhegység, a Mecsek és az osztrák határ mentének mészkerülő bükköseiből ismert.
Hegyvidéki jellegű, savanyú talajú, üde lomberdőkben és szubalpin, alpin fenyőerdőkben található meg egyesével vagy kisebb csoportokban. Augusztustól októberig terem.
Fiatalon ehető, de ritka és védett faj. Magyarországon természetvédelmi értéke 10 000 Ft.

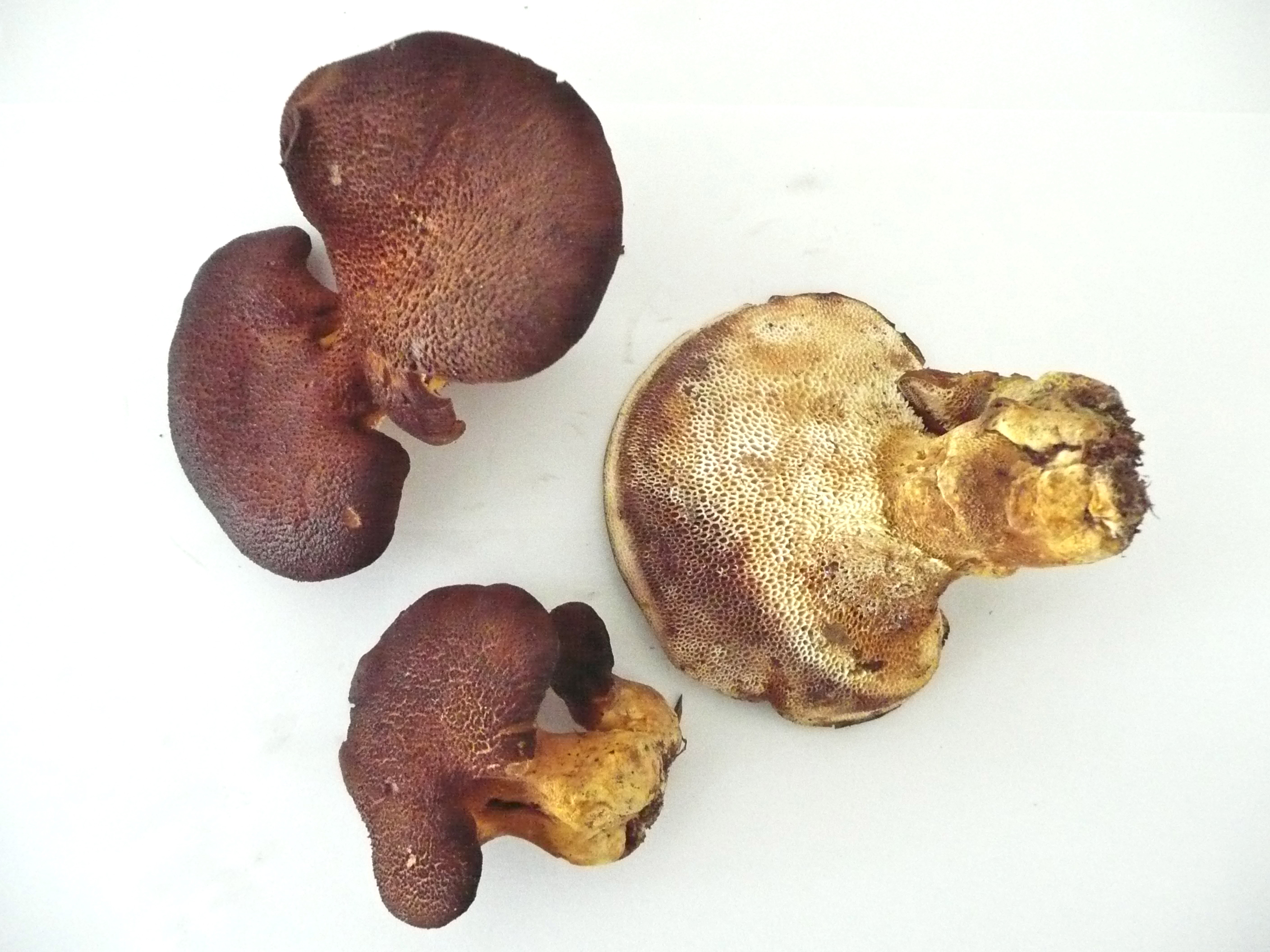
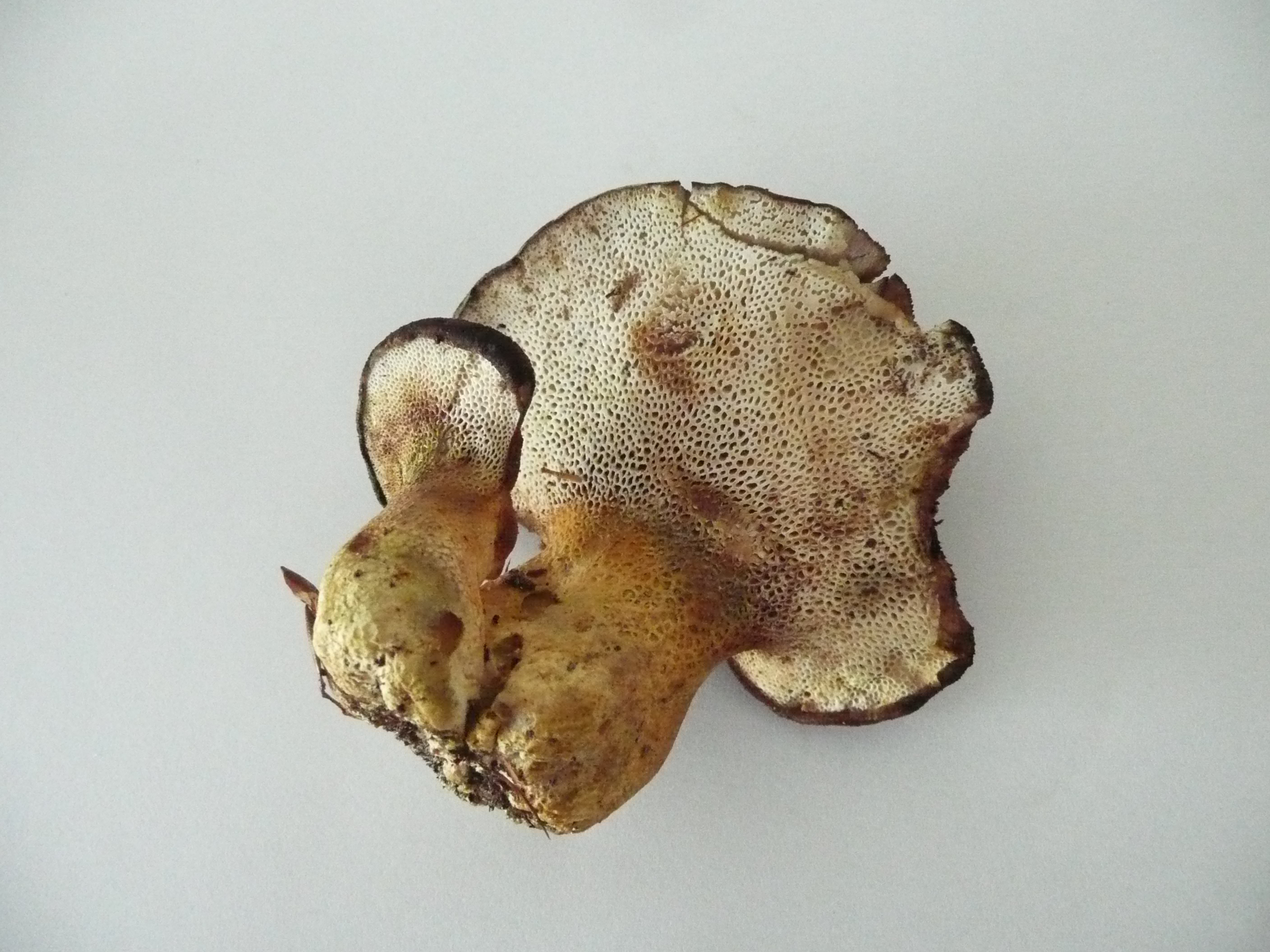
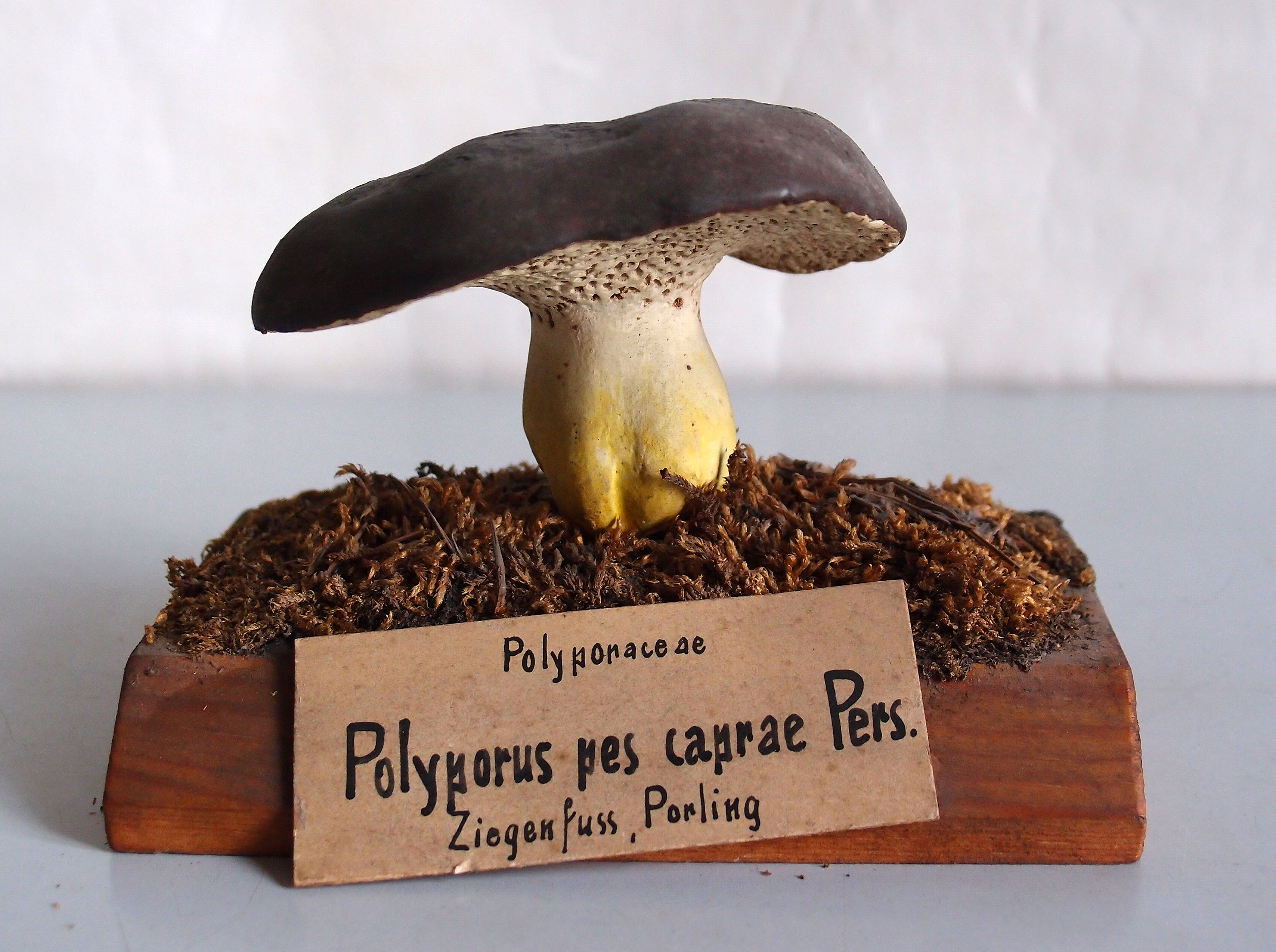
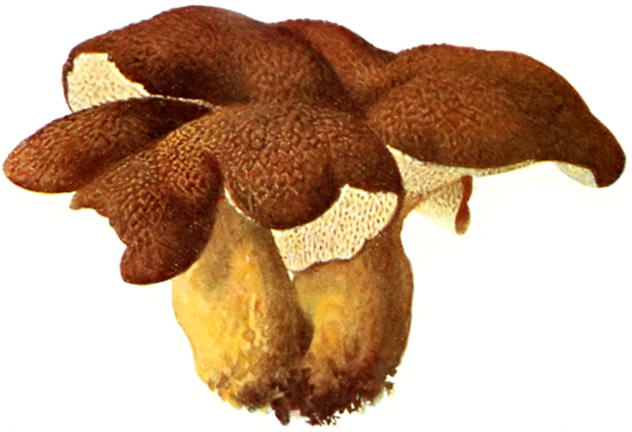